# Jeffrey Parazzo
Jeffrey Parazzo (ur. 29 marca 1978 w Toronto w Ontario) – kanadyjski aktor z filipińskimi i nowozelandzkimi korzeniami. Zagrał m.in. w serialu Power Rangers Dino Grzmot jako Trent Fernandez-Mercer, Biały Dino Ranger (White Dino Ranger). Początkowo miał grać rolę Niebieskiego Dino Rangera, ale stwierdzono, że bardziej pasuje do roli Białego Rangera. Później użyczył głosu Tommy'emu Oliverowi w serialu Power Rangers S.P.D w odcinku pt. „Tunel czasoprzestrzenny” (ang. Wormhole), gdyż nie chciano ponownie angażować Jasona Davida Franka ze względu na koszta. W 2008 wziął udział w kampanii społecznej sprzeciwiającej się wprowadzeniu w amerykańskim stanie Kalifornia poprawki legislacyjnej zamykającej drogę parom jednopłciowym do zawierania małżeństw (tzw. Propozycja 8).

## Filmografia

### Filmy
- 2004: Sugar jako Flex
- 2007: Late Fragment jako Theo
- 2007: Tylko strzelaj (Shoot 'Em up) jako Devon Hippie

### Seriale TV
- 2002: Queer as Folk jako Sammy
- 2002: Adventure Inc. jako Gato
- 2004: Power Rangers Dino Grzmot jako Trent Fernandez-Mercer / Biały Dino Ranger
- 2005: Power Rangers S.P.D. jako:
  - Trent Fernandez-Mercer / Biały Dino Ranger,
  - Tommy Oliver / Czarny Dino Ranger (głos, niewymieniony w czołówce)
- 2006: Poszukiwani jako sąsiad
- 2010: Punkt krytyczny jako Eric
- 2011: Nikita jako technik
- 2011: W garniturach jako barman
- 2011: Degrassi: Nowe pokolenie jako młody radny
- 2014: Power Rangers Megaforce jako Trent Mercer
- 2017: 12 małp jako twardziel
- 2018: Power Rangers Ninja Steel jako Trent Fernandez-Mercer / Biały Dino Ranger